# Christoph Mauntel
Christoph Mauntel (* 1983) ist ein deutscher Historiker.
Von 2004 bis 2010 studierte er Mittlere und Neuere Geschichte, Osteuropäische Geschichte und Slawistik an den Universitäten Göttingen und Heidelberg. Von 2010 bis 2013 war er wissenschaftlicher Mitarbeiter am Historischen Seminar der Universität Heidelberg. Im Jahr 2011 war er Stipendiat am Deutschen Historischen Institut Paris. Im Jahr 2013 wurde er bei Bernd Schneidmüller an der Universität Heidelberg mit einer Arbeit über Praktiken und Narrative der Gewalt im spätmittelalterlichen Frankreich promoviert. Nach der Promotion war er von 2013 bis 2015 wissenschaftlicher Mitarbeiter im Exzellenzcluster „Asia and Europe in a Global Context“ an der Universität Heidelberg. Im Jahr 2015 erfolgte der Wechsel an die Universität Tübingen, wo er als Postdoc im Graduiertenkolleg „Religiöses Wissen im vormodernen Europa (800–1800)“ bis 2019 tätig war. Von 2019 bis 2021 war er wissenschaftlicher Mitarbeiter am Seminar für Mittelalterliche Geschichte der Universität Tübingen.
Im Mai 2021 habilitierte er sich in Tübingen (Venia legendi für Mittelalterliche Geschichte und Historische Hilfswissenschaften) mit der Arbeit Asien – Europa – Afrika. Die Erdteile in der Weltordnung des Mittelalters. Nach Lehrstuhlvertretungen in Tübingen 2021/22 für Steffen Patzold und Konstanz 2022/23 für Daniel König wurde er 2023 in das Heisenberg-Programm der Deutschen Forschungsgemeinschaft aufgenommen; seine Stelle war angesiedelt an der LMU München. Seit April 2024 ist Mauntel Professor für Geschichte des Mittelalters an der Universität Osnabrück.
Seine Schwerpunkte in Forschung und Lehre sind Kartographie und geographische Vorstellungen im Mittelalter, Mobilität und Reisen im Mittelalter, Gewalt im Mittelalter, politische Ideengeschichte: Vorstellungen von Herrschaft und Imperialität, Kulturgeschichte des Politischen: Kulturen des Protests und Aufstände und Geschichte Frankreichs, Englands und Burgunds. In seiner Dissertation untersucht er Frankreich im 14. und 15. Jahrhundert vor allem im Hinblick auf den Hundertjährigen Krieg und den ihn begleitenden Bürgerkriegen und Aufständen. Sein Erkenntnisziel ist, die Vorstellung von Gewalt in Frankreich zwischen 1350 und 1450 in mittelalterlichen Texten zu untersuchen. Die Habilitationsschrift behandelt die Dreierordnung der Erdteile von der Spätantike bis ins 16. Jahrhundert, sowohl mit Blick auf mittelalterliche Karten (etwa die weit verbreiteten TO-Diagramme) als auch auf Textquellen. Ziel der Arbeit ist es, die Bedeutung des Erdteilkonzepts „für die lateinisch-christliche Welt des Mittelalters mit Blick auf Wissensinhalte, Implikationen, Funktionen und Gebrauchskontexte“ herauszuarbeiten. Methodischer Ansatz bildet eine „diskursanalytisch inspirierte Konzeptgeschichte“. Als herangezogene Quellen hat Mauntel „3500 textliche Fundstellen und 1000 Karten und Diagramme“ zusammengetragen. In seinem Fazit stellt er fest: „In einem langwährenden Prozess wurde das Konzept essentialisiert und damit zunehmend als naturräumlich gegeben aufgefasst und dargestellt.“
Mauntel ist Mitglied im Beirat des Mediävistikverbands. Seit 2021 ist er Mitglied im DFG-Netzwerk „Die Absicht der Anderen. Zur sozialen Wirksamkeit von Intentionszuschreibungen im europäischen Mittelalter“. Von 2011 bis 2015 war er assoziiertes Mitglied im SFB 933 „Materiale Textkulturen“, von 2014 bis 2017 zudem Mitglied im WIN-Kolleg „Messen und Verstehen der Welt durch die Wissenschaft“ der Heidelberger Akademie der Wissenschaften.

## Schriften (Auswahl)
Monographien
- Gewalt in Wort und Tat. Praktiken und Narrative im spätmittelalterlichen Frankreich (= Mittelalter-Forschungen. Band 46). Thorbecke, Ostfildern 2014, ISBN 978-3-7995-4364-4 (Online)
- Die Erdteile in der Weltordnung des Mittelalters. Asien – Europa – Afrika (= Monographien zur Geschichte des Mittelalters. Band 71). Hiersemann, Stuttgart 2023, ISBN 978-3-7772-2311-7.

Herausgeberschaften
- mit Klaus Oschema: Order into Action. How Large-Scale Concepts of World-Order determine Practices in the Premodern World (= Cursor Mundi. Band 40). Brepols, Turnhout 2022, ISBN 978-2-503-59046-2.
- Geography and religious knowledge in the medieval world (= Das Mittelalter. Beihefte. Band 14). De Gruyter, Berlin u. a. 2021, ISBN 978-3-11-068595-4.
- mit Volker Leppin: Transformationen Roms in der Vormoderne (= Studien zur christlichen Religions- und Kulturgeschichte. Band 27). Schwabe, Basel 2019, ISBN 978-3-17-036097-6.
- mit Chris Jones, Klaus Oschema: A World of Empires. Claiming and Assigning Imperial Authority in the Middle Ages (= The Medieval History Journal. Band 20/2), Los Angeles u. a., Sage 2017.
- mit Carla Meyer, Achim Wendt: Heidelberg in Mittelalter und Renaissance. Eine Spurensuche in zehn Spaziergängen. Thorbecke, Ostfildern 2014, ISBN 3-7995-0520-2.